# Festival international du film de Toronto 2004
Le Festival international du film de Toronto 2004, 29e édition du festival, s'est déroulé du 9 au 18 septembre 2004.

## Prix
| Prix                                               | Film                                    | Réalisateur         |
| -------------------------------------------------- | --------------------------------------- | ------------------- |
| People's Choice Award                              | Hôtel Rwanda                            | Terry George        |
| Discovery Award                                    | Omagh                                   | Pete Travis         |
| Best Canadian Feature Film                         | Frankie Wilde (It's All Gone Pete Tong) | Michael Dowse       |
| Best Canadian Feature Film - Special Jury Citation | Scared Sacred (en)                      | Velcrow Ripper (en) |
| Best Canadian First Feature Film                   | White Skin (La Peau blanche)            | Daniel Roby         |
| Best Canadian Short Film                           | Man Feel Pain                           | Dylan Akio Smith    |
| FIPRESCI International Critics' Award              | In My Father's Den (en)                 | Brad McGann (en)    |

## Programmes

### Canada First
- CQ2 (Seek You Too) (Carole Laure)
- I, Claudia (en) (Chris Abraham (en))
- Ill Fated (en) (Mark A. Lewis)
- Frankie Wilde (Michael Dowse)
- Jimmywork (en) (Simon Sauvé)
- Littoral (Wajdi Mouawad)
- Phil the Alien (Rob Stefaniuk (en))
- Saint Ralph (Michael McGowan (en))
- Seven Times Lucky (en) (Gary Yates)
- White Skin (La Peau blanche) (Daniel Roby)

## Canadian Open Vault
- The Rowdyman (en) (Peter Carter)

## Rétrospective canadienne
- Attiuk (René Bonnière)
- La Bête lumineuse (Pierre Perrault)
- Le Pays de la terre sans arbre ou le Mouchouânipi (Pierre Perrault)
- Un pays sans bon sens! (Pierre Perrault)
- Pour la suite du monde (Pierre Perrault, Michel Brault)
- Le Règne du jour (Pierre Perrault)
- Tête-à-la-Baleine (René Bonnière)
- La Traverse d'hiver à l'Île-aux-Coudres (Réne Bonnière)
- Les Voitures d'eau (Pierre Perrault)

## Contemporary World Cinema
- 3-Iron (Kim Ki-duk)
- After the Day Before (en) (Attila Janisch (hu))
- Almost Brothers (en) (Lúcia Murat)
- The Alzheimer Case (De Zaak Alzheimer) (Erik Van Looy)
- Antares (Götz Spielmann)
- As Follows (Federico Veiroj (es))
- Bombón el Perro (Carlos Sorín)
- Breaking News (Johnnie To)
- Brodeuses (Eléonore Faucher)
- Brothers (Susanne Bier)
- Cool! (nl) (Theo van Gogh)
- Investigations (Crónicas) (Sebastián Cordero)
- Days and Hours (bs) (Pjer Žalica (bs))
- Dead Man's Shoes (Shane Meadows)
- Dear Frankie (Shona Auerbach (en))
- Earth and Ashes (Khakestar-o-khak) (Atiq Rahimi)
- L'Équipier (Philippe Lioret)
- La Femme de Gilles (Frédéric Fonteyne)
- Le Crime farpait (Álex de la Iglesia)
- Hidden Flaws (nl) (Paula van der Oest)
- The Holy Girl (La niña santa) (Lucrecia Martel)
- Hotel (Jessica Hausner)
- The Keys to the House (Le chiavi di casa) (Gianni Amelio)
- Ils se marièrent et eurent beaucoup d'enfants (Yvan Attal)
- Inconscientes (Joaquín Oristrell (es))
- Innocent Voices (Luis Mandoki)
- Lila dit ça (Lila Says) (Ziad Doueiri)
- The Limb Salesman (Anais Granofsky)
- Little Sky (es) (María Victoria Menis (es))
- Ma Mère (Christophe Honoré)
- Male Fantasy (Blaine Thurier (en))
- Mexican Kids (Fernando Eimbcke)
- Mon père est ingénieur (Robert Guédiguian)
- My Summer of Love (Paweł Pawlikowski)
- Mysterious Skin (Gregg Araki)
- Niceland (Population. 1.000.002) (Fridrik Thor Fridriksson)
- Nobody Knows (Hirokazu Koreeda)
- Old Boy (Park Chan-wook)
- Les Nôtres (Свои, Svoï) (Dmitri Meskhiev)
- Plastic Flowers (Liu Bingjian (zh))
- Quill (ja) (Yoichi Sai)
- Real Life (Pános Koútras)
- Rois et reine (Arnaud Desplechin)
- Voyage en famille (Familia rodante) (Pablo Trapero)
- Shizo (Gulshat Omarova)
- Siblings (David Weaver)
- Le Saut périlleux (Somersault) (Cate Shortland)
- Spider Forest (ko) (Song Il-gon)
- Stray Dogs (Marzieh Meshkini)
- L'Accordeur (Kira Muratova)
- Les tortues volent aussi (Turtles Can Fly) (Bahman Ghobadi)
- Two Great Sheep (en) (Liu Hao (zh))
- Up and Down (cs) (Jan Hřebejk)
- Tu marcheras sur l'eau (Walk on Water) (Eytan Fox)
- Whisky (Juan Pablo Rebella, Pablo Stoll (es))
- Wilby Wonderful (Daniel MacIvor (en))
- The Woodsman (Nicole Kassell)
- The World (Jia Zhangke)

## Dialogues: Talking with Pictures
- Chromosome 3 (The Brood) (David Cronenberg)
- Diary of a Country Priest (Journal d'un curé de campagne) (Robert Bresson)
- La Porte du paradis (Michael Cimino)
- La Noire de... (Ousmane Sembène)
- Le Grand Chantage (Sweet Smell of Success) (Alexander Mackendrick)
- Le Prix d'un homme (This Sporting Life) (Lindsay Anderson)
- Withnail and I (Bruce Robinson)

## Découverte
- Astronautas (Santi Amodeo (es))
- Automne (Ra'up McGee)
- Boats out of Watermelon Rinds (tr) (Ahmet Uluçay (tr))
- Gardien de buffles (Minh Nguyen-Vô)
- Le Cou de la girafe (Safy Nebbou)
- Crying? (Alexander Voulgaris (el))
- Electric Shadows (en) (Xiao Jiang (en))
- The Forest for the Trees (Maren Ade)
- Hari Om (Bharatbala)
- Harvest Time (ru) (Marina Razbejkina)
- In My Father's Den (en) (Brad McGann (en))
- Innocence (Lucile Hadžihalilović)
- Mirage (Svetozar Ristovski (en))
- La Ligne de cœur (Hendrik Hölzemann)
- Omagh (Pete Travis)
- On the Outs (en) (Lori Silverbush, Michael Skolnik)
- The Overture (th) (Itthi-sunthorn Wichailak)
- Oyster Farmer (Anna Reeves)
- Private (Saverio Costanzo)
- Producing Adults (Aleksi Salmenperä)
- Les Revenants (Robin Campillo)
- Saving Face (Alice Wu)
- Summer Storm (Marco Kreuzpaintner)
- Symmetry (pl) (Konrad Niewolski (pl))
- Uno (Aksel Hennie et John Andreas Andersen)
- Vento di terra (Vincenzo Marra)
- A Way of Life (en) (Amma Asante)
- Whisky Romeo Zulu (Enrique Piñeyro)

## Masters
- 10 minutes plus vieux (10 on Ten) (Abbas Kiarostami)
- 10e chambre, instants d'audience (Raymond Depardon)
- À tout de suite (Benoît Jacquot)
- La Mauvaise Éducation (Bad Education) (Pedro Almodóvar)
- Les Mariées (Brides) (Pantelis Voulgaris)
- Café Lumière (Hou Hsiao-Hsien)
- Swapner Din (id) (Buddhadeb Dasgupta)
- Cinévardaphoto (Agnès Varda)
- Demain on déménage (Chantal Akerman)
- Eros (Wong Kar-wai, Steven Soderbergh, Michelangelo Antonioni)
- Five (Abbas Kiarostami)
- Human Touch (en) (Paul Cox)
- Land of Plenty (Wim Wenders)
- Low Life (Im Kwon-taek)
- Songe d'une nuit d'hiver (Midwinter Night's Dream) (Goran Paskaljević)
- Moolaadé (Ousmane Sembène)
- Le Neuvième jour (The Ninth Day) (Volker Schlöndorff)
- Notre Musique (Jean-Luc Godard)
- Salvador Allende (Patricio Guzmán)
- Sucker Free City (en) (Spike Lee)
- Eléni : La Terre qui pleure (Trilogy: The Weeping Meadow) (Theodoros Angelopoulos)

## Midnight Madness
Midnight Madness
- Calvaire (Fabrice Du Welz)
- Creep (Christopher Smith)
- Dead Birds (Alex Turner (en))
- Ghost in the Shell 2: Innocence (Mamoru Oshii)
- Kontroll (Nimród Antal)
- The Machinist (Brad Anderson)
- Rahtree: Flower of the Night (th) (Yuthlert Sippapak (th))
- The Raspberry Reich (Bruce LaBruce)
- Saw (James Wan)
- Zebraman (Takashi Miike)

## National Cinema Program
- Cape of Good Hope (en) (Mark Bamford (en))
- Drum (Zola Maseko)
- Forgiveness (Ian Gabriel (en))
- Max et Mona (Teddy Mattera)
- Mozart - The Music of the Violin (Mickey Madoda Dube)
- A South African Love Story - Walter and Albertina Sisulu (Toni Strasburg)
- Zulu Love Letter (Ramadan Suleman (it))

## Planet Africa
- Aïcha (Newton Aduaka)
- Above & Beneath (René Alberta)
- Bullet Boy (en) (Saul Dibb)
- Gardiens de la Mémoire (en) (Eric Kabera)
- Le Goût des jeunes filles (John L'Ecuyer)
- Le Grand Voyage (Ismaël Ferroukhi)
- Un héros (Zézé Gamboa)
- Kounandi (Apolline Traoré)
- La Nuit de la vérité (Fanta Régina Nacro)
- Off Duty (Buboo Kakati)
- One Flight Stand (Saladin K. Patterson (en))
- A Spoonful of Sugar (Andrea Williams)
- Time Out (Xelinda Yancy)

## Real to Reel
- Andrew and Jeremy Get Married (en) (Don Boyd (en))
- Be Here to Love Me: A Film About Townes Van Zandt (en) (Margaret Brown (en))
- Casuistry: The Art of Killing a Cat (Zev Asher (en))
- Le Cauchemar de Darwin (Darwin's Nightmare) (Hubert Sauper)
- Double Dare (Amanda Micheli (en))
- Le Fantôme d'Henri Langlois (Jacques Richard)
- Final Cut: The Making and Unmaking of Heaven's Gate (Michael Epstein)
- Going Upriver: The Long War of John Kerry (en) (George Butler)
- Gunner Palace (en) (Michael Tucker (en), Petra Epperlein)
- I Died in Childhood... (Georgy Paradjanov)
- Kings of the Sky (Deborah Stratman (en))
- The Last Victory (it) (John Appel)
- Letters to Ali (en) (Clara Law)
- Lightning in a Bottle (Antoine Fuqua)
- Mondovino (Jonathan Nossiter)
- Scared Sacred (en) (Velcrow Ripper (en))
- Shake Hands with the Devil: The Journey of Roméo Dallaire (en) (Peter Raymont)
- Small Mall (Róbert Ingi Douglas (is))
- Tell Them Who You Are (es) (Mark Wexler (en))
- Three of Hearts: A Postmodern Family (en) (Susan Kaplan)
- Touch the Sound (de) (Thomas Riedelsheimer (de))
- Unforgivable Blackness: The Rise and Fall of Jack Johnson (Ken Burns)
- A Whale of a Tale (Peter Lynch)
- White Tower (Su Qing, Mina)
- Writer of O (Pola Rapaport (de))
- The Year of the Yao (en) (James D. Stern, Adam Del Deo)
- Z Channel: A Magnificent Obsession (en) (Xan Cassavetes)

## Short Cuts Canada
- Accordéon (Michèle Cournoyer)
- Almost Forgot My Bones (Katrin Bowen)
- Entre la science et les ordures (Pierre Hébert, Bob Ostertag (en))
- Birdlings Two (Davina Pardo)
- Boyclops (Jay Dahl)
- Build (Greg Atkins)
- choke. (en) (David Hyde)
- Corps étrangers (Simon Lavoie)
- Desastre (en) (Jay Field)
- Deux Enfants qui fument (Sarah Fortin (en))
- Elephant Shoe (Christopher Behnisch)
- Elliot Smelliot (Anita Doron (en))
- Encre noire sur fond d'azur (Félix Dufour-Laperrière)
- Filth (Wrik Mead (en))
- The Finite (Alexi Manis)
- Girl Cleans Sink (Sook-Yin Lee)
- Groomed (Joseph Raso)
- The Hill (Deborah Chow)
- Hogtown Blues (Hugh Gibson)
- Hotel Saudade (Cameron Bailey (en))
- The Human Kazoo (Fabrizio Filippo)
- Man. Feel. Pain. (en) (Dylan Akio Smith (en))
- mary/me (Kelly Egan)
- Milo 55160 (en) (David Ostry)
- More Sensitive (Gail Noonan)
- Mothers, Fathers and Other Strangers (Carl Knutson)
- My Old Man (Alex Levine)
- Pigeon (en) (Anthony Green)
- Le Pont (en) (Guy Edoin)
- Rodéo (Mélanie Dion)
- Ryan (Chris Landreth)
- The Sadness of Johnson Joe Jangles (Jeffrey St. Jules (en))
- Sissy Boy Slap Party (en) (Guy Maddin)
- Sombra Dolorosa (Guy Maddin)
- Stronger (Debra Felstead)
- Superhero (Wannabe Patricia, Harris Seeley)
- A Tale of Bad Luck (Brad Peyton)
- Trouser Accidents (Semi Chellas (en))
- White Out (Matt Sinclair-Foreman)

## Special Presentations
- 5x2 (Cinq fois deux) (François Ozon)
- The Assassination of Richard Nixon (Niels Mueller)
- Bluebird (nl) (Mijke de Jong)
- Celebrating (Brian Linehan (en))
- Childstar (en) (Don McKellar)
- Les Choristes (Christophe Barratier)
- Collision (Paul Haggis)
- A Dirty Shame (John Waters)
- Délires d'amour (Enduring Love) (Roger Michell)
- The General (Buster Keaton, Clyde Bruckman)
- Haven (Frank E. Flowers)
- Nous étions libres (Head in the Clouds) (John Duigan)
- Hôtel Rwanda (Hotel Rwanda) (Terry George)
- Isn't This a Time! A Tribute Concert for Harold Leventhal (Jim Brown)
- Keane (Lodge Kerrigan)
- Kung Fu Hustle (Stephen Chow)
- Les Dames de Cornouailles (Ladies in Lavender) (Charles Dance)
- Rochester, le dernier des libertins (The Libertine) (Laurence Dunmore (en))
- The Merchant of Venice (Michael Radford)
- Millions (Danny Boyle)
- Noël (Chazz Palminteri)
- P.S. (Dylan Kidd)
- Palindromes (Todd Solondz)
- Promised Land (Amos Gitaï)
- Quand m'aimera-t-on ? (James Toback)
- The Sea Inside (Alejandro Amenábar)
- Shadows of Time (de) (Florian Gallenberger)
- Sideways (Alexander Payne)
- Silver City (John Sayles)
- Steamboy (Katsuhiro Otomo)
- Throw Down (Johnnie To)
- Yes (Sally Potter)
- Yesterday (Darrell James Roodt)

## Viacom Galas
- Arsène Lupin (Jean-Paul Salomé)
- Adorable Julia (István Szabó)
- Beyond the Sea (Kevin Spacey)
- Cinq Enfants et moi (John Stephenson)
- Clean (Olivier Assayas)
- La Chute (film, 2004) (Falldown) (Der Untergang) (Oliver Hirschbiegel)
- A Good Woman (Mike Barker)
- Le Secret des poignards volants (House of Flying Daggers) (Zhang Yimou)
- J'adore Huckabees (I ♥ Huckabees) (David O. Russell)
- Imaginary Heroes (Dan Harris)
- An Italian Romance (Carlo Mazzacurati)
- Jiminy Glick in Lalawood (Vadim Jean)
- Dr Kinsey (Kinsey) (Bill Condon)
- Modigliani (Mick Davis)
- The Motorcycle Diaries (Walter Salles)
- Ray (Taylor Hackford)
- Red Dust (Tom Hooper)
- Return to Sender (Bille August)
- Gang de requins (Shark Tale) (Vicky Jenson, Bibo Bergeron, Rob Letterman)
- Stage Beauty (Richard Eyre)

## Visions
- 9 Songs (Michael Winterbottom)
- A Hole in My Heart (Lukas Moodysson)
- Acapulco Gold (en) (André Forcier)
- Anatomie de l'enfer (Catherine Breillat)
- Art Project: Role Play
- Blood (Jerry Ciccoritti)
- Días de Santiago (Josué Méndez (es))
- Evolution of a Filipino Family (Lav Diaz)
- Le Livre de Jérémie (The Heart Is Deceitful Above All Things) (Asia Argento)
- I Like It a Lot (Jay Rosenblatt)
- L'Intrus (Claire Denis)
- A Letter to True (Bruce Weber)
- The Love Crimes of Gillian Guess (en) (Bruce McDonald)
- Los Muertos (Lisandro Alonso)
- Primer (Shane Carruth)
- Tarnation (Jonathan Caouette)
- Thème (Françoise Romand)
- Trauma (Marc Evans)
- Tropical Malady (Apichatpong Weerasethakul)
- Undertow (David Gordon Green)
- Vital (Shinya Tsukamoto)
- ZERO the inside story (Elida Schogt)
- SMARTERCHILD (SPLEAK)

## Wavelengths
- ( ) (Morgan Fisher)
- --- ------ (a.k.a. Short Line Long Line) (Thom Andersen, Malcolm Brodwick)
- Anaconda Targets (Dominic Angerame (es))
- Ber-Lin 99/00 (André Lehmann)
- Bouquets 26-27 (Rose Lowder)
- Chateau/Poyet (Larry Jordan (en))
- Concerning Flight: Five Illuminations in Miniature (Charlotte Pryce)
- Daylight Moon (A Quartet) (Lewis Klahr (en))
- Enid's Idyll (Larry Jordan (en))
- Le Fantôme de l'opératrice (Caroline Martel (en))
- Flushing Meadows (en) (Joseph Cornell)
- Free To Go (Interlude) (Andrew Noren (en))
- Golden Gate Bridge Exposure: Poised for Parabolas (Lynn Marie Kirby (en))
- It's Not My Memory of It - Three Recollected Documents (Julia Meltzer (en), David Thorne (de))
- Line Describing a Cone (en) (Anthony McCall)
- Mirror (Matthias Müller, Christoph Girardet (en))
- Mouths of Ash (Juan Manuel Echavarría (en))
- The Observatory (Alexi Manis)
- Phantom (Matthias Müller)
- Play (Matthias Müller, Christoph Girardet (en))
- Rose Hobart (en) (Joseph Cornell)
- Skagafjördur (Peter Hutton (en))
- St. Ignatius Church Exposure: Lenten Light Conversions (Lynn Marie Kirby (en))
- Terrace 49 (Janie Geiser (en))
- Williamsburg, Brooklyn (Jonas Mekas)